# اتحاد عواصم ومدن الرياضة الأوروبية

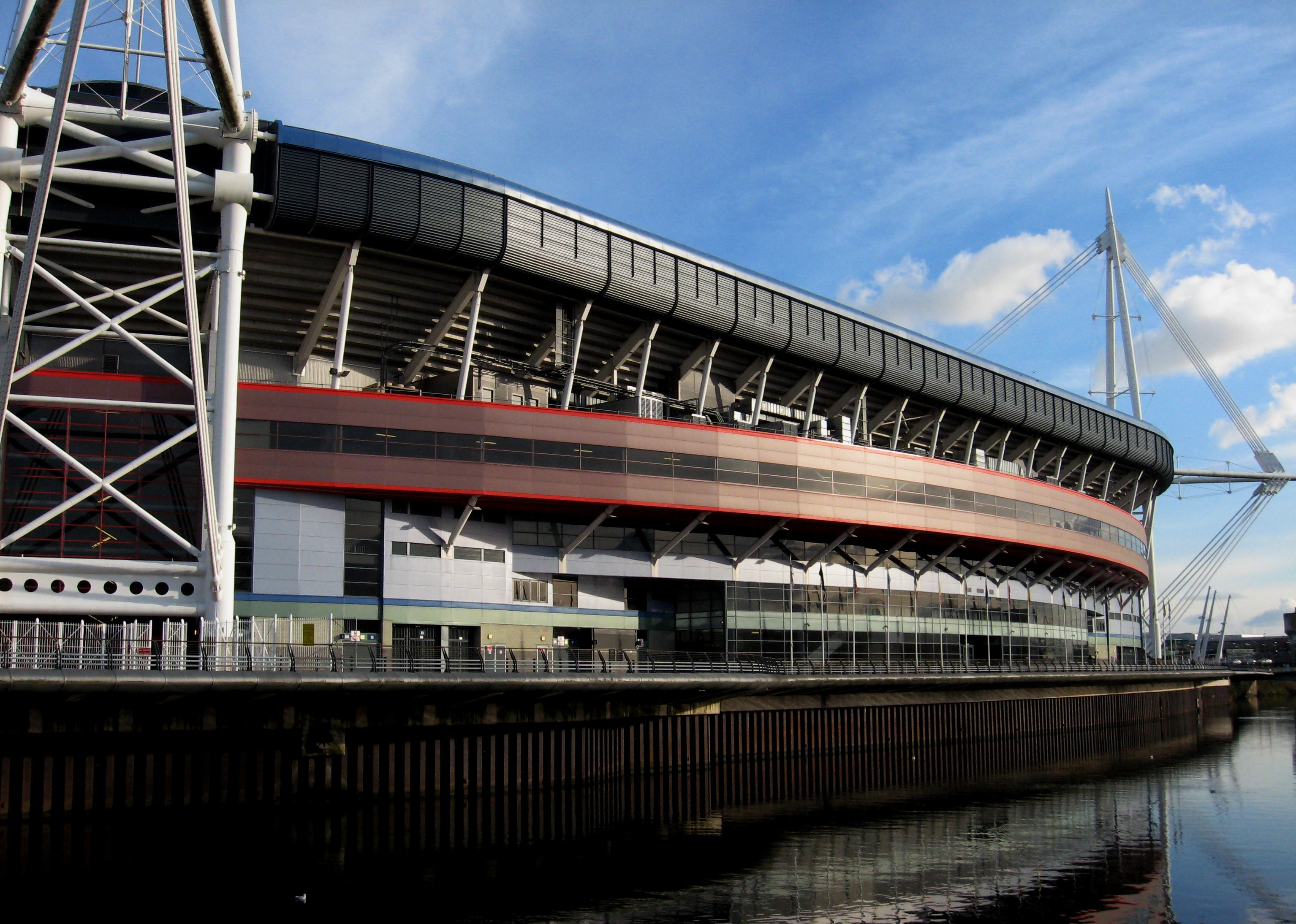
ملعب الألفية في مدينة كارديف بويلز التي اُختيرت عاصمة للرياضة الأوروبية لسنة 2014.

اتحاد عواصم ومدن الرياضة الأوروبية (بالإنجليزية اختصاراً: ACES Europe) هو اتحاد غير ربحي مقره في بروكسل يمنح جوائر للعواصم والمدن والبلدات الرياضية الأوروبية سنوياً منذ عام 2001. تُمنح هذه الجوائز لمدة سنة تقويمية واحدة.

## عاصمة الرياضة الأوروبية
تُمنح جائزة عاصمة الرياضة الأوروبية للبلدية الأوروبية التي لا يقل عدد سكانها الرسمي عن 500,000 نسمة فما فوق:

### قائمة عواصم الرياضة الأوروبية حسب السنة
| السنة | البلدية  |
| ----- | -------- |
| 2001  | مدريد    |
| 2002  | ستوكهولم |
| 2003  | غلاسكو   |
| 2004  | أليكانتي |
| 2005  | روتردام  |
| 2006  | كوبنهاغن |
| 2007  | شتوتغارت |
| 2008  | وارسو    |
| 2009  | ميلانو   |
| 2010  | دبلن     |
| 2011  | بلنسية   |
| 2012  | إسطنبول  |
| 2013  | أنتويرب  |
| 2014  | كارديف   |
| 2015  | تورينو   |
| 2016  | براغ     |
| 2017  | مارسيليا |
| 2018  | صوفيا    |
| 2019  | بودابست  |
| 2020  | مالقة    |
| 2021  | لشبونة   |
| 2022  | لاهاي    |

## مدينة الرياضة الأوروبية
تُمنح جائزة مدينة الرياضة الأوروبية إلى البلدية الأوروبية التي يتراوح عدد سكانها الرسمي ما بين 25,000 نسمة حتى 499,999 نسمة.

### قائمة مدن الرياضة الأوروبية حسب السنة
| السنة | البلديات |
| ----- | --- |
| 2007  | بواديلا ديل مونتي، باليرمو |
| 2008  | لاردة، ريميني |
| 2009  | مربلة، فاريزي، بياريتز، كارديف |
| 2010  | سلامنكا، نوفارا، غيتسهيد |
| 2011  | بورتولانو، ترييستي، تريفيزو، بارما، ليمريك، North Lanarkshire، نيس |
| 2012  | بلباو، كاستيون دي لا بلانا، فلورنسا، بسكارا، فيتيربو، شارلوروا، ياش، ليبيريتس، سيرتوخيمبوس، برستون |
| 2013  | أسطبونة، لورقة، كاستيلديفيلس، كريمونا، مودينا، ريدجو كالابريا، ألبا، غيمارايش، بيتيشت، ليسبورن |
| 2014  | قرطبة، غوتكسو، لوغرونيو، سانتاندير، أسكولي بيتشينو، بييلا، برينديزي، تشيزينا، كيري، ييزي، لاتينا، بافيا، براتو، رابالو، كونستانتسا، مايا، أوسترافا، بلوفديف                                                 |
| 2015  | ألكوبينداس، برج الهواريين، بادالونا، تشايكلانا دي لا فرونتيرا، تيلدي، بوردو، لولي، موست، بورغاس |
| 2016  | خيخون، مليلية، لاس روزاس دي مدريد، كريما، لا سبيتسيا، مولفتا، بيزا، رافينا، San Giovanni Lupatoto، سارونو، سكافاتي، تشالون سور ساون، سيتوبال، تيلبورخ، ستوك أون ترينت، كرشكو، ليبايا، كوشيتسه، روسه         |
| 2017  | أوستا، باكاو، بانسكا بيستريتسا، برستل، كالياري، جوندومار، يورمالا، لا شو دو فون، موليت ديل فاليس، نوردفايك، أولوموتس، أوستند، بيزارو، ستارا زاغورا، فيتشنزا                                                 |
| 2018  | أنتقيرة، آرنم، بانيا لوكا، باسانو دل غرابا، براغا، كلوج نابوكا، ديفردانج، فولينيو، فورلي، غوادالاخارا، كيلسي، كلايبيدا، كورتريك، ماريبور، نيترا، بو، سانريمو، سانت كوجات ديل فاليس، سانتا لوثيا دي تيراخانا |
| 2019  | باطوم، كوفنتري، فوينلابرادا، كنجه، غرناطة، إيغوالادا، كومانوفو، ليفورنو، مانتوفا، ميخالوفتسى، أوريستانو، Paggaio، بورتيماو، سيساك، سريا، تورون، فارنا، فيرتشيلي                                             |

## وصلات خارجية
- الموقع الرسمي